# Oliver Dovin
Oliver Dovin, né le 11 juillet 2002 à Londres en Angleterre, est un footballeur international suédois qui évolue au poste de gardien de but à Coventry City.

## Biographie

### En club
Né à Londres en Angleterre, Oliver Dovin commence le football à l'Enskede IK (en) avant d'être formé par le Hammarby IF. Il commence toutefois sa carrière professionnelle à l'IK Frej, en troisième division suédoise, où il est prêté entre 2019 et 2020. Il joue ainsi son premier match lors d'une rencontre de championnat le 14 juin 2020, contre l'IF Brommapojkarna. Il est titularisé et son équipe s'incline par un but à zéro.
Le 23 décembre 2020, Oliver Dovin prolonge son contrat avec Hammarby jusqu'à l'été 2024.
Le 19 juillet 2024, Oliver Dovin signe en faveur de Coventry City pour un contrat de quatre ans, soit jusqu'en juin 2028.
Dovin joue son premier match sous ses nouvelles couleurs le 10 août 2024, lors de la première journée de la saison 2024-2025 de Championship face à Stoke City. Il est titularisé et son équipe est battue par un but à zéro.

### En sélection
Oliver Dovin est retenu avec l'équipe de Suède des moins de 17 ans pour participer au championnat d'Europe des moins de 17 ans en 2019. Lors de ce tournoi organisé en Irlande, il est le gardien titulaire et joue les trois matchs de son équipe. La Suède est éliminée dès la phase de groupe, celle-ci ayant perdu ses trois matchs.
Le 8 novembre 2020, Oliver Dovin est appelé pour la première fois avec l'équipe de Suède espoirs. Il joue toutefois son premier match avec les espoirs le 3 juin 2021 contre l'Italie. Son équipe l'emporte par deux buts à zéro ce jour-là.
Oliver Dovin honore sa première sélection avec l'équipe nationale de Suède le 12 janvier 2023 contre l'Islande. Il entre en jeu, et son équipe l'emporte par deux buts à un,.

## Vie privée
Oliver Dovin est né en Angleterre d'un père anglais et d'une mère suédoise. Il a vécu en Angleterre seulement jusqu'à ses un an avant de grandir en Suède. Il a donc la possibilité de jouer pour les sélections de ces deux pays.